# Comuna Pîrohî, Hlobîne
Pîrohî (în ucraineană Пироги) este o comună în raionul Hlobîne, regiunea Poltava, Ucraina, formată din satele Iaroși și Pîrohî (reședința).

## Demografie
Componența lingvistică a comunei Pîrohî
     Ucraineană (97,55%)
     Rusă (2,3%)
     Alte limbi (0,07%)
Conform recensământului din 2001, majoritatea populației comunei Pîrohî era vorbitoare de ucraineană (97,55%), existând în minoritate și vorbitori de rusă (2,3%).